# Edward Owen (biegacz)
Edward Owen (ur. 6 listopada 1886 w Manchesterze, zm. 24 września 1949 w Woolwich) – brytyjski lekkoatleta długodystansowiec, dwukrotny medalista olimpijski.
Startował głównie w biegach długodystansowych, choć odnosił sukcesy również na krótszych dystansach. Na igrzyskach olimpijskich w 1908 w Londynie zajął 2. miejsce w biegu na 5 mil, przegrywając jedynie ze swym rodakiem Emilem Voigtem. Na igrzyskach olimpijskich w 1912 w Sztokholmie był członkiem reprezentacji brytyjskiej w biegu drużynowym na 3000 metrów. W każdej drużynie startowało 5 zawodników, ale tylko miejsca 3 najlepszych z nich były wliczane go klasyfikacji. Owen w biegu finałowym zajął 12. miejsce jako czwarty z Brytyjczyków, jego wynik nie liczył się więc, ale i tak wraz z pozostałymi kolegami został sklasyfikowany na 3. miejscu. Na tych igrzyskach startował również w biegu na 1500 metrów, ale nie ukończył biegu eliminacyjnego.
Owen był mistrzem Wielkiej Brytanii (AAA) w biegu na milę w 1909 i 1912.